# Goulburn Railway Station
Goulburn Railway Station är en järnvägsstation belägen i staden Goulburn i New South Wales i Australien. Stationens invigning 27 maj 1869 markerade slutet av järnvägens utbyggnad mellan Sydney och Goulburn. Förslag på att anlägga en järnväg de två städerna emellan hade förekommit sedan 1846. Stationen ligger vid banan mellan delstatshuvudstäderna Sydney och Melbourne. Nära stationen finns även järnvägsknuten Joppa Junction där banan mot Bombala och landets huvudstad Canberra grenar av. Stationshuset är det första i New South Wales ritat i nyklassisk stil. Sedan dess invigning har stationen byggts ut till att omfatta tre spår och två större byggnader. Persontågstrafiken vid stationen sköts av NSW Trainlink.
Från och med 1880-talet till och med 1920-talet skedde ständiga upprustningar och tillbyggnader vid stationen. Bland de mest framträdande var två järnvägsrestauranger, Railway Refreshment Rooms, tillkomna 1883–1884 respektive 1915 samt en ny mittperrong 1883. Även två gångbroar uppfördes under det annars ekonomiskt återhållsamma 1890-talet. En ökande arbetsmängd gjorde att kontor- och expeditionsutrymmen också byggdes ut under denna tidsperiod. När nattåget Southern Aurora började köra 1962 byggdes en del av stationshuset om för ombordpersonal som övernattade i Goulburn. Railway Refreshment Rooms började avvecklas på 1970-talet för att sedan stängas helt 1986. Under 1980-talet inleddes en ny omgång renoveringar varav den största utfördes 1993–1994. Under 2010-talet har stationen blivit föremål för ett par restaureringar.
Goulburn har en särställning i New South Wales järnvägshistoria. Stationen var en av endast två i delstaten med en särskild väntsal för manliga förstaklasspassagerare och bland de första att förses med gasbelysning. Goulburn är även den enda stationen utanför Sydneyområdet som har två gångbroar och tros vara den enda stationen i Australien där stinsen utsågs genom kungligt brev. Stationsområdet är sedan 2 april 1999 antaget till delstatens kulturskyddsregister State Heritage Register.

## Bakgrund

### Goulburns tidiga historia (1818–1871)
Upptäcktsresenärerna Hamilton Hume och James Meehan besökte området 1818. De döpte det till Goulburn Plains för att hedra Henry Goulburn, som var brittisk Secretary of State for the Colonies. De första personerna av betydelse att bosätta sig i området var Andrew Allan med hustru, vilka kom till trakten cirka 1825. En stadsplan för området, som till slut blev North Goulburn, togs fram 1828 och godkändes året därpå. Till följd av flera översvämningar beordrade kolonins guvernör att orten skulle flyttas åt sydväst och nya planer togs fram 1833. Stadens befolkning år 1856 uppgick till 1 779 invånare och 1871 hade antalet ökat till 4 453. Goulburns tidiga tillväxt har tillskrivits tillgången till vatten, dess placering i en dal som gav skydd mot vädret och att traktens fårbönder var i behov av ett handelscentrum.

### Järnväg i New South Wales (1831–1869)
Järnväg har funnits i New South Wales sedan 1831 då Australian Agricultural Company invigde en kolbana i Newcastle. Förslag på en offentlig järnväg redovisades först 1841. Flera näringsidkare och parlamentsledamöter sammanstrålade i Sydney i januari 1846 för att diskutera kolonins transportbehov. Månaden därpå beslutade gruppen att utreda möjligheten att anlägga en järnväg mellan Sydney och Goulburn. I april samma år hölls ett möte i Goulburn för att engagera ortens näringsidkare i informationsinhämtning och planering. Dessa sammanträffanden utmynnade i att järnvägsbolaget Sydney Railway Company bildades i oktober 1849. För att i detalj studera en framtida järnvägsdragning mot Goulburn anlitades 1846 Thomas Woore, och denne överlämnade sin rapport i januari 1848.
Bolagets första avtal om att anlägga järnvägen skrevs i mars 1851. Efterhand som bygget fortskred blev bolaget beroende av bidrag från kolonin, och dess tillgångar skrevs över till regeringen 3 september 1855. Den första sträckan, mellan Sydneys centralstation och Parramatta, invigdes 26 september samma år. Den första förlängningen, till Liverpool, invigdes 26 september 1856. I december samma år var ytterligare en förlängning under förberedning. Kolonins chefsjärnvägsingenjör John Whitton konstaterade i juli 1861 att en järnväg mellan Picton och Goulburn kunde byggas till en kostnad av 688 500 pund. Den 13 december samma år röstade regeringen för att bevilja 688 000 pund till anläggningen av järnvägen till Goulburn. Järnvägen till Picton, 85 kilometer från Sydney, invigdes 1 juli 1863. Järnvägens frammarsch mot Goulburn fortsatte i flera etapper och sträckan till Marulan öppnades 6 augusti 1868. Samtidigt höll New South Wales på att anlägga andra järnvägar och 1869 invigdes kolonins västra stambana till Bowenfels.

## Historia

### Stationsbygge och invigning (1867–1869)

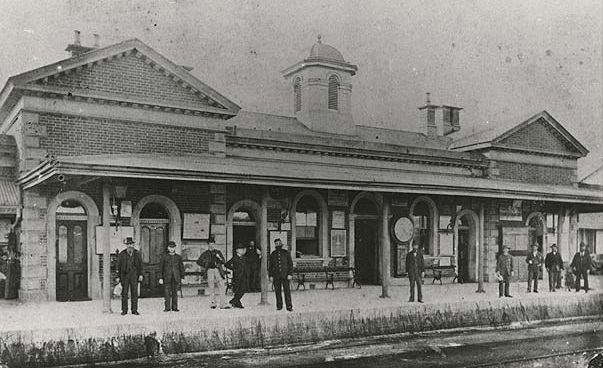
Stationshuset sett från spåren cirka 1870. Kupolen syns i mitten av byggnaden.

Thomas Woore hade planerat att stationen i Goulburn skulle ligga söder om Mulwaree Ponds, mellan den nya och den tidigare bebyggelsen. Järnvägsväsendet ville anlägga stationen i närheten av North Goulburn och på så vis slippa uppföra en kostsam bro över Mulwaree Ponds. Medborgare i Goulburn protesterade mot detta 1863, något som mynnade ut i ett beslut att dra järnvägen över Mulwaree Ponds och fram till Clinton Street, där stationen skulle anläggas. Infrastruktur för rullande materiel, såsom lokstall, vändskiva och skjul för personvagnar, skulle anläggas norr om bron, cirka fem kilometer från stationen. Stationens placering förblev föremål för diskussion fram till 1867 då det bestämdes att stationen skulle anläggas i närheten av Belmore Park. Mellan februari och maj 1869 bestämdes det att anlägga lokstallet och övrig infrastruktur nära stationen. Det är oklart varför en plats för lokstallet nära stationen slutligen valdes. En möjlig orsak är att det skulle ha varit omöjligt för stinsen att samtidigt övervaka både lokstallet och stationen om dessa låg långt ifrån varandra.
Järnvägen drogs fram på en markremsa mellan Sloane Street och Mulwaree Ponds avsatt som rekreationsområde. Det florerar flera teorier om förklaringen till stationens placering i stan. Stationen ligger intill Sloane Street, mellan tvärgatorna Verner Street och Clinton Street. Att stationen inte anlades som fondmotiv vid slutet av Verner Street påtalades i en insändare riktad till arbetsministern i tidningen The Sydney Morning Herald i januari 1869. Stationens placering godkändes av William Mason, som var tillförordnad chefsingenjör medan John Whitton befann sig utomlands. Sharp menar att det är möjligt att Mason aldrig hade för avsikt att skapa ett blickfång utan valde platsen eftersom den uppmärksammats som en samlingsplats för aboriginer. Lokala historiker menar dock att den ursprungliga tanken var att uppföra stationen nära Belmore Park, som på 1860-talet låg nära stadens centrum. De menar även att den slutliga placeringen berodde på att familjen till upptäcktsresenären William Hovell bodde nära Verner Street. Stationen ligger något lägre än Sloane Street och är därför sårbar för översvämningar.
Planer för stationshuset, som blev det första i kolonin att ritas i nyklassisk stil, godkändes av Mason 20 januari 1868. Till följd av ett förslag från chefsstenhuggaren vid bygget anordnades en tillställning 12 maj 1868 där Goulburns borgmästare lade grundstenen. Byggnadens mått blev 108 fot 9 tum × 26 fot (cirka 33,1 × 7,9 meter) med symmetriska drag genom burspråk och skorstenarnas placering. Enligt planen fanns det inne i stationshuset två väntsalar och två matsalar upplåtna för allmänheten, varav en av varje avsedd för endast kvinnor. Ovanpå fanns ett skiffertak och en kupol med blytak. Perrongen var i sten, något som var ovanligt vid tiden, och hade ett på kolonner uppburet skärmtak i korrugerad plåt. Under Whittons tid som chefsingenjör var 14 av de 394 stationer som öppnades i New South Wales av större och utsmyckad art såsom Goulburn. Bruket av särskilda damväntsalar, symmetriska drag och kolonner för att bära upp skärmtak var dominerande inslag under Whittons ledning. Utöver huvudperrongen fanns också två säckperronger, en vid varje ände av stationen. Sådana säckperronger användes vanligtvis för av- och pålastning av hästar och diligenser.
På invigningsdagen, 27 maj 1869, kördes fyra specialtåg, varav tre från Sydney och ett från Marulan. Ombord på ett av tågen fanns kolonins guvernör med hustru och flera parlamentsledamöter. För att fira tillfället hade det byggts en triumfbåge och anordnats en militärparad. I mitten av Belmore Park planterade guvernörens hustru en ek. En invigningsfest hölls i godsmagasinet. Även Whitton, som sällan närvarade vid invigningar av de järnvägar han ansvarade för, var med. Kostnaden för järnvägen från Picton uppgick till 990 646 pund. Goulburns första stins tillsattes genom kungligt brev utfärdat av Viktoria av Storbritannien; något Sharp menar hade att göra med Goulburns inflytelserika invånare. Goulburn tros vara den enda stationen i Australien där stinsen utsågs på det viset.

### Förlängningar och bibanor (1869–1913)

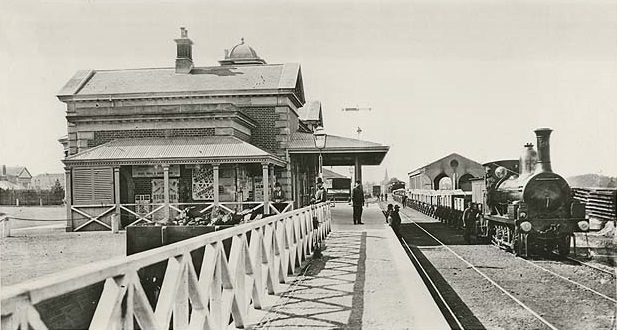
Stationen sedd i riktning mot Sydney cirka 1879. Direkt bakom tåget syns byggnaden där personvagnar uppställdes. Till vänster om den skymtas lokstallet.

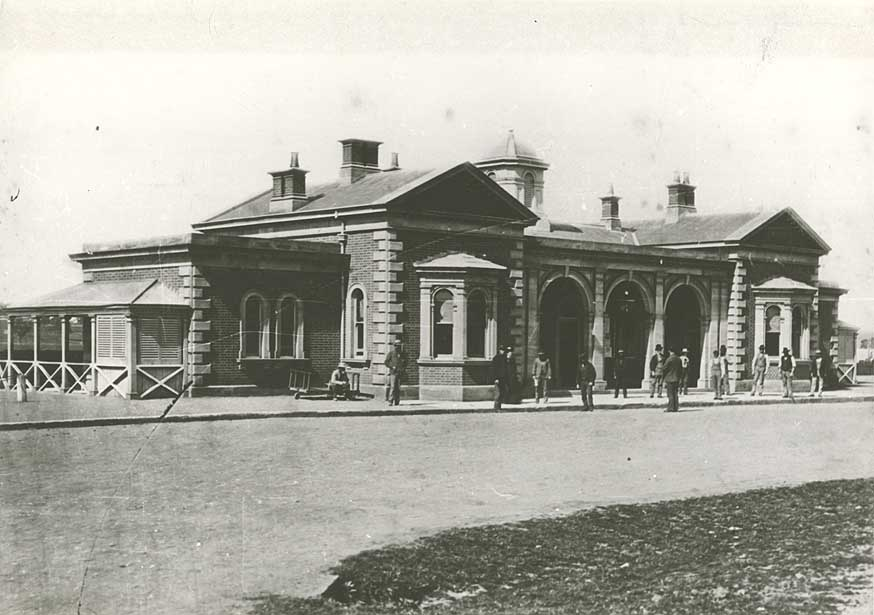
Stationshuset sett från vägen cirka 1880. Sydney är till vänster i bilden och Gunning till höger.

Inom en månad efter järnvägen till Goulburns invigning hade invånare i Yass bildat en organisation som ivrade för en förlängning mot orten. I juli samma år påtalade John Whitton ett förslag av Victorias regering att förlänga deras järnvägar till gränsstaden Albury. Whitton menade att en järnväg mellan Goulburn och Albury skulle kunna fullbordas inom fem år. Ett regeringsutskott bildades 28 oktober för att utreda vilka järnvägar som borde anläggas framöver. I utskottets slutrapport, som överlämnades 25 mars 1870, rekommenderades att kolonins södra stambana inte borde förlängas bortom Goulburn. Regeringen godkände rekommendationerna mars 1870 men drog tillbaka godkännandet två månader senare efter motstånd från allmänheten. Ett avtal för bygget av den 54 mil långa (cirka 85 kilometer) sträckan mellan Goulburn och Yass Junction skrevs under 16 juli 1873. Goulburns tid som slutstation kom till ända 9 november 1875 när järnvägen till Gunning, 30,3 engelska mil (48,8 kilometer) från Goulburn, invigdes.
Om de planenliga matsalarna egentligen blev byggda är oklart då bristen på förplägnadslokaler kommenterades och kritiserades under 1870-talet. Whitton var emot att upplåta utrymme i stationshusen åt förplägnad och det är möjligt att han ändrat planen efter sin återkomst från England. Bygget av den provisoriska restaurangen Railway Refreshment Rooms inleddes 1883 och slutfördes året därpå. Den L-formade restaurangbyggnaden med källare blev en av endast två byggnader vid stationen som inte uppfördes i murtegel. Trots epitetet "provisorisk" kom byggnaden aldrig att ersättas. Vid sekelskiftet inrymde byggnaden utöver två matsalar och en barlokal, samtliga åtskilda från varandra, samt ett kontor åt verksamhetens chef och tre sovrum.
Stationen försågs med gasbelysning 1880 och perrongen förlängdes 1882. Bruket av gasbelysning vid järnvägsstationer i New South Wales var mycket ovanligt före 1888 och endast fem andra stationen hade utrustats med tekniken. En fristående herrtoalett med 16 pissoarer och 4 vattentoaletter uppfördes cirka 30 fot (cirka 9,1 meter) söder om stationshuset 1882. Regeringen beviljade 1881 anslag till bygget av flera nya järnvägar, bland dem en järnväg från Goulburn till Cooma. Första sträckan, till Tarago, togs i bruk 3 januari 1884. Joppa Junction söder om Goulburn blev knuten för den nya järnvägen. I samband med anläggningen av järnvägen till Tarago uppfördes en mittperrong vid Goulburn 1883. Mellan 1883 och 1915 fanns det inga byggnader på perrongen, utan endast gaslyktor.
För att skapa plats åt en Traffic Inspector och hans biträde godkändes 1887 bygget av en fristående byggnad mellan herrtoaletten och stationshuset. Samma år skedde flera andra ändringar vid stationen. Skilda väntsalar för manliga förstaklasspassagerare och andraklasspassagerare upprättades i stationshuset, detta speglande en liknande upprättning för kvinnor. Endast en annan station i New South Wales, Bathurst Railway Station, hade särskilda väntsalar för manliga förstaklasspassagerare respektive andraklasspassagerare. Förekomsten av klassindelade väntsalar berodde på att Goulburns resenärer tillhörde kolonins elit. Under året byggdes det ut mellan stationshuset och Railway Refreshment Rooms i syfte att skapa mer utrymme åt posthantering.
Ett första ställverk anlades 1884 och flera ytterligare 1886. Ett av ställverken från 1886 byggdes vid Joppa Junction. Av kostnadsskäl stängdes ställverket vid Joppa Junction 1889 och knuten flyttades då till Goulburn. Ett nytt ställverk anlades vid Joppa Junction 1912 när knuten flyttades dit i samband med järnvägens ombygge till konventionellt dubbelspår. Sedan anläggningen av Perway Workshops 1881 söder om stationen användes den södra säckperrongen för av- och pålastning av varor till verkstaden. När kommissarien kom på besök ställdes hans personvagn upp vid denna perrong.
En gångbro vid perrongernas norra ändor konstruerades 1894. Innan dess hade förbindelsen med perrongen från 1883 utgjorts av en korsning i samma plan som spåren. Ytterligare en bro uppfördes 1899 söder om den första bron och spänner över båda perronger och bangården. Båda broarna är fackverksbroar i samma stil, byggda av begagnade räler som användes vid tiden för järnvägens invigning till Goulburn. Bruket av begagnade räler berodde på en begränsad ekonomi under 1890-talet. Goulburn blev den enda stationen utanför Sydneyområdet med två gångbroar.
Under början av 1900-talet uppfördes på den ursprungliga perrongen ett skjul för styckegods. Byggnaden som ligger söder om den södra gångbron, är uppförd i mörkt murtegel i munkförband och har ett valmat tak. Munkförband är den mest sällsynta murförbandstypen hos järnvägen i New South Wales, och valmade tak ansågs ha högre status än pulpettak och sadeltak. Mörkt murtegel valdes därför att många hus i Goulburn byggdes med mörkt murtegel i fasaden mot gatan. Taktypen och det att en byggnad för gods uppfördes i murtegel istället för trä eller korrugerad plåt kan tolkas som att hänsyn togs till Goulburns status när byggnaden ritades. En anläggning för uppvärmning av de fotvärmare som användes i personvagnar, anlades strax söder om mittperrongen 1900. Anläggningen byggdes ut 1914 och igen 1923. Efter att tagits ur bruk fanns utrustningen kvar fram till 1984. En tidigare anläggning fanns år 1890 men dess placering är okänd.
Anläggningen av en järnväg mellan Goulburn och Crookwell rekommenderades av ett regeringsutskott 1889. På grund av ekonomiska omständigheter dröjde stadfästningen av det möjliggörande lagförslaget till 22 december 1899. Bygget inleddes maj 1900 och järnvägen invigdes 22 april 1902. Skärmtaket på perrongen förlängdes 1902 för att löpa från Railway Refreshment Rooms vid norra ändan av perrongen till herrtoaletten vid dess södra ända. Samtidigt byttes dess stöd från kolonner till konsoler och ett skärmtak uppfördes utanför stationens loggia.

### Goulburns storhetstid och nedgång (1914–1979)

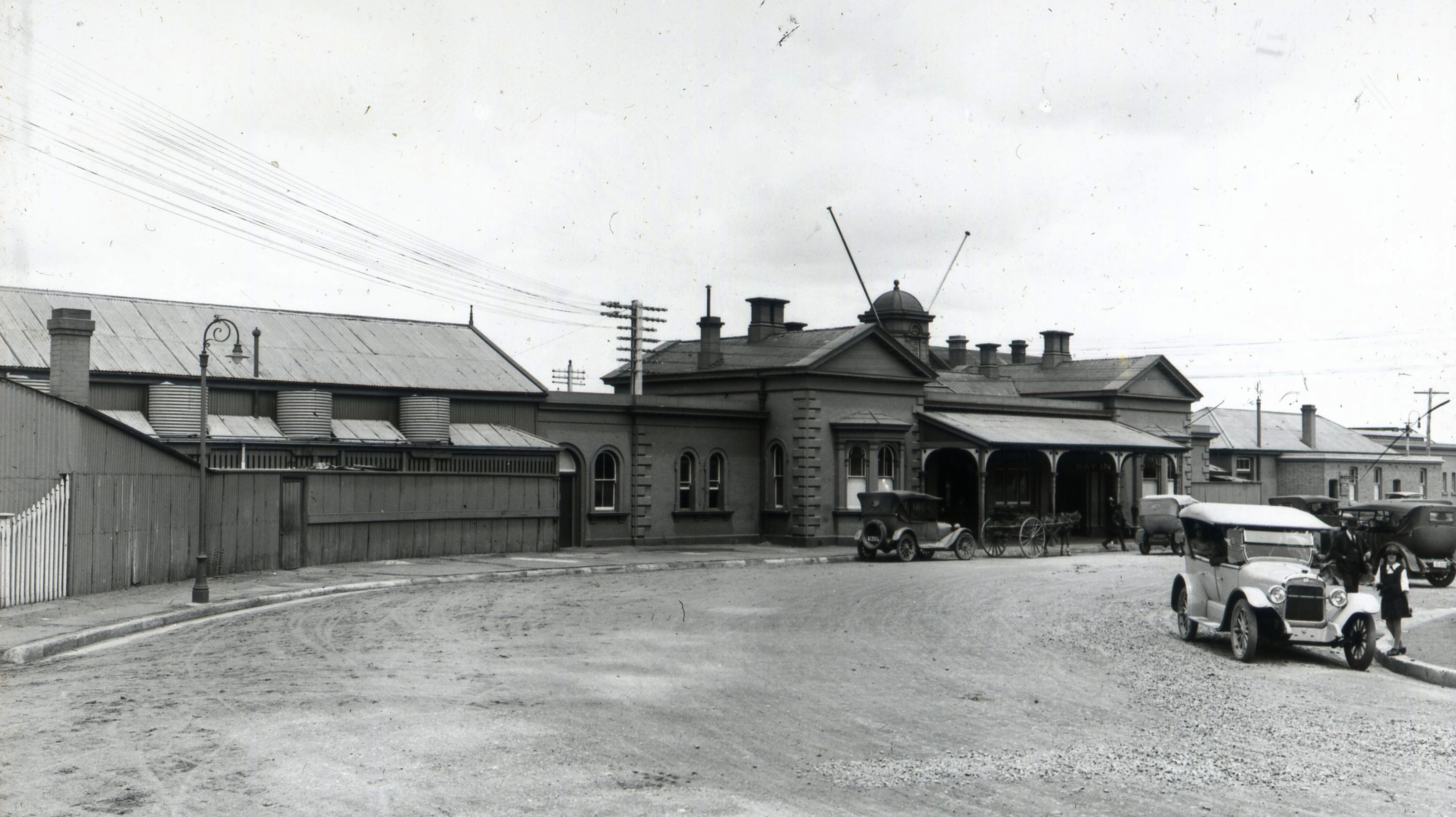
Stationen sedd från vägen okänt år efter 1921. Järnvägsrestaurangen i korrugerad plåt syns till vänster i bilden. Längst till höger syns paketexpeditionen och dess 1922 tillkomna utbyggnad.

Efter en utbyggnad av mittperrongen 1914 krympte antalet spår perrongerna emellan från tre till två.  Perrongens murar är i murtegel som vid tiden för dess utbyggnad hade vunnit mark gentemot sten som material för bygget av järnvägens förnämligaste perronger. Två byggnader på mittperrongen tillkom året därpå. Den större av dessa som har måtten 130 × 20 fot (cirka 39,6 × 6,1 meter), inrymmer Railway Refreshment Rooms och är delvis tvåvånig. Byggnaden har ett sadeltak i korrugerad plåt och en lanternin ovanför restaurangen. På övervåningen fanns fem sovrum och ett badrum. Det är oklart om övervåningen byggdes samtidigt då de två våningarna har murtegel med olika färger och även olika murförband. Sharp menar att övervåningen kan ha tillkommit 1916. Den mindre byggnaden rymde en lokal för styckegods, en allmän väntsal, en damväntsal och en damtoalett. Ett skärmtak uppburet på konsoler bildas genom en förlängning av båda byggnaders tak. Söder om såväl den större byggnaden som den södra gångbron finns en herrtoalett. Herrtoaletten är uppförd i murtegel med utsmyckningar som liknar de andra byggnadernas och har ett valmat tak i korrugerad plåt.
Stationen försågs med elbelysning 1916. Samma år uppfördes två vattentorn på 4 000 gallon (cirka 18 200 liter) och vattenhästar vid stationen. Dessa anlades så att lok som använde huvudspåren (1 och 2) kunde ta vatten utan att behöver besöka lokstationen. För att betjäna lok på huvudspåren anlades även askgravar 1923. Vattentornen ersattes cirka 1940 med nya på 20 000 gallon (cirka 90 900 liter). Utarrenderandet av Railway Refreshment Rooms vid Goulburn slutade 1916 och efter detta drevs de av järnvägsväsendet. På den ursprungliga perrongen byggdes Railway Refreshment Rooms ut 1919 för att omfatta två bardiskar, samtidigt avskaffades två sovrum i syfte att utvidga matsalarna. Vid tiden fanns det alternativa förslag på att bygga en delvis tvåvånig byggnad, men förslagen kom inte att genomföras. Det sista förslaget på utbygge kom 1958 men även detta avslogs.
Traffic Inspector flyttade 1917 till en ny lokal i det ursprungliga stationshuset. Inspektörens förra utrymme användes som paketexpedition och byggdes ut mot förgården 1922 med en tillbyggnad på 20 × 15 fot (cirka 6,1 × 4,6 meter). Det föreslogs 1917 att ersätta den norra gångbron med en 10 fot (cirka 3,05 meter) bred kulvert nära mitten av perrongerna. Kulvertförslaget och flera senare förslag på att ersätta gångbron kom aldrig att realiseras. Goulburns kommun petitionerade 1929 järnvägskommissarierna för ett nytt modernt stationshus som kommunen menade skulle bättre passa den utvecklande staden. Kommissarierna svarade med nya foton i damväntsalen.
Goulburns två Railway Refreshment Rooms anställde 23 tjejer och 3 killar 1940. Dessa fick sova i övervåningen av byggnaden från 1915. Det totala utrymmet upplåtet åt allmänheten hade vid det här laget nått sin kulmen och kom efter dess att krympa. Från och med 1947 gick det att köra nedtåg in på spår 1, den ursprungliga perrongen. När ett nedtåg använde spår 1 slapp passagerare använda en gångbro för att komma till tåget och Railway Refreshment Rooms på mittperrongen behövde inte heller bemannas. Övervåningen i byggnaden från 1915 byggdes om 1962 så att restaurangvagnsanställda som arbetade ombord på nattåget Southern Aurora kunde övernatta i Goulburn.
Vid mittperrongens södra ända planerades 1946 och uppfördes 1950 en byggnad i murtegel för förvaringsskåp använda av lokpersonal. Mellan det att byggnaden planerades och tillstånd för dess uppförande beviljades hade byggnadens längd ökats från 12 fot (cirka 3,66 meter) till 18 fot (cirka 5,49 meter). En tid under 1980-talet disponerades byggnaden av Traffic Inspector och utrustades då med luftkonditionering. För att sköta driften av dieselmotorvagnar i trakten runt Goulburn planerades 1964 och byggdes 1965 en tankanläggning med en kapacitet på 1 000 gallon (4 564 liter) strax norr om den ursprungliga perrongen. Anläggningen revs mellan 1988 och 1991. På grund av eftersatt underhåll demolerades stationshusets kupol 1965. Järnvägens 100-årsjubileum firades 24 maj 1969 med bland annat en utställning av järnvägsfordon och en bal där fler än 500 personer, inklusive New South Wales guvernör Roden Cutler, närvarade.
Persontrafiken till Crookwell drogs in 11 augusti 1974. Från och med 8 oktober samma år öppnades Goulburns Railway Refreshment Rooms endast för vissa bestämda tåg. Skyltarna på perrongen monterades ned 1977 och ersattes med gatupratare som ställdes ut före ankomsten av bestämda tåg. Ett nytt ställverk togs i bruk vid Goulburn 1979. I samband med ibruktagandet stängdes sammanlagt sju ställverk, varav fyra vid Goulburn och ett vid Joppa Junction. Goulburn tilldelades då trafikplatssignaturen G.

### Upprustning och restaurering (1980–idag)

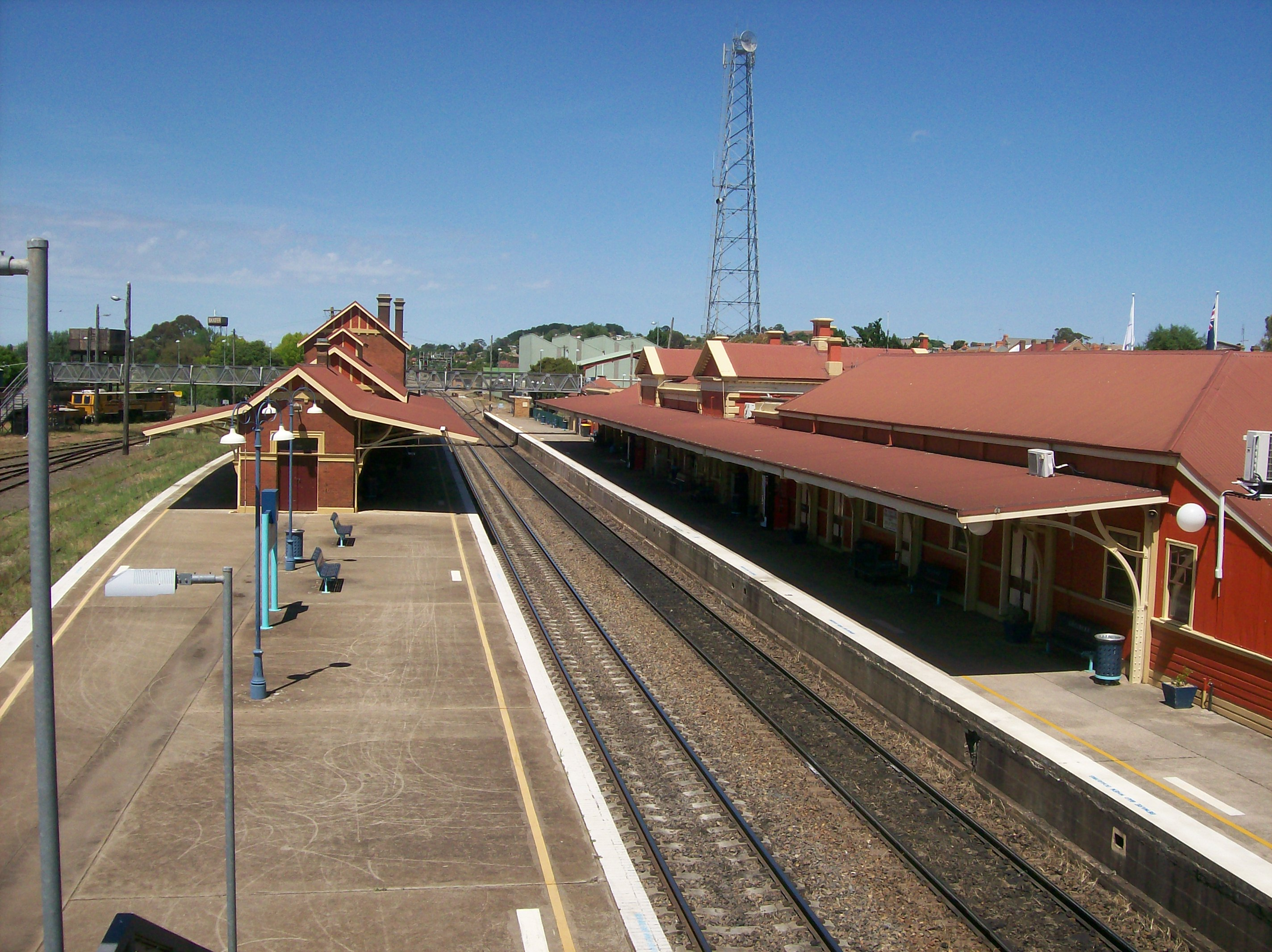
Stationen sedd i riktning mot Albury 2013. Stationshuset från 1915 är till vänster och stationshuset från 1869 är till höger med Railway Refreshment Rooms närmast i bilden.

Ända sedan stationens invigning hade biljettförsäljning skett genom en biljettlucka. Som en del av järnvägsmyndighetens upprustning av 100 stationer ändrades detta 1980 när en biljettdisk installerades. Flera av stationens lokaler fanerades då med fejktall. Samtliga perronger höjdes 1984 till standardhöjden på 1,06 meter över rälsöverkanten. Restaurangverksamheten lades ned i juni 1986 när nattåget Cooma Mail slutade köra. Goulburn blev den sista stationen i delstaten där tåg stannade i syfte att låta passagerare besöka Railway Refreshment Rooms. Det sista tåget till Crookwell kördes 1985 och knuten togs bort i september 1989. Barlokalen i Railway Refreshment Rooms på huvudperrongen byggdes på 1980-talet om till ett kontor åt Traffic Inspector. Under 1990-talet gjordes Railway Refreshment Rooms om till ett signalmuseum.
Mot slutet av 1980-talet ansågs stationer på landsbygden inte uppfylla vare sig passagerarnas eller anställdas förväntningar. För att tillrättakomma bristerna beslutades det att utföra omfattande renoveringar av delstatens större stationer. För arbetena i Goulburn söktes anbud första gången i februari 1993 och en andra gång i december samma år. Att arbetet inte utfördes efter första anbudsrundan berodde på protester mot rivningen av interna väggar. Järnvägsmyndigheten gjorde en eftergift genom att låta eldstäderna stå kvar, men i övrigt förändrades nästan hela byggnaden. Samtidigt som stationshuset renoverades bort från dess ursprungliga skick fördes det närmare detta genom att montera bort undertak, återställa två igenmurade fönster och installera golv- och taklister som liknade de ursprungliga. Stationen försågs även med en toalett för funktionsnedsatta och ett skötbord. Det renoverade stationshuset invigdes av New South Wales premier och tillika ledamoten för Goulburns valkrets John Fahey 16 september 1994. Kostnaden uppgick till 655 000 australiska dollar. Samma år byttes även den norra gångbrons trappor. Under 1980-talet hade paket slutat att expedieras vid stationen och under renoveringen byggdes den förra paketexpeditionen om till en kontorslokal för en områdeschef inom tågbolaget Countrylink. I samband med provkörningen av X 2000 i Australien 1995 skars perrongen tillbaka.
Stationsområdet antogs till delstatens kulturskyddsregister State Heritage Register 2 april 1999. Stationen uppfyller flera av registrets relevansgivande kriterier. Bland dessa är att stationen har historisk betydelse eftersom den är bland de tidigaste förstklassiga stationerna i New South Wales, något som också utgör ett tecken på Goulburns betydelse. Den anses även ha estetisk betydelse; stationshuset från 1869 genom att vara ett gott exempel på nyklassisk arkitektur och stationshuset från 1915 genom att visa anpassningen av stationsbygget efter Goulburns trafikbehov.
I samband med underhållsarbete utfört 2015 ersattes flera byggnadsutsmyckningar som gått förlorade genom åren. I firandet av järnvägens 150-årsjubileum 25 maj 2019 deltog New South Wales guvernör Margaret Beazley. Samma år var förra Railway Refreshment Rooms på mittperrongen föremål för restaurering. I januari 2021 meddelades det att stationen skulle upprustas som en del av delstatens upprustningsprogram Transport Access Program. Goulburn hade lagts till i programmet i januari 2018 på inrådan från transportministerns stab, trots att andra stationer ansågs ha större behov av tillgänglighetsanpassning. Detta motiverades med att en upprustning "skulle vara förenlig med regeringens politik". Bland arbetena ingick en tillgänglighetsanpassning av perrongen och stationshuset, inklusive toaletterna, på spår 1, och upprustning av parkeringen, lederna och belysningen runtom stationen. Arbetena kostade drygt 3 miljoner dollar och var färdiga juni 2021.

## Trafik
Goulburn Railway Station betjänas av NSW Trainlink vars fjärrtågtrafik uppgår 2021 till tre tåg per dygn mellan Sydney och Canberra, två tåg per dygn mellan Sydney och Melbourne samt två tåg per vecka mellan Sydney och Griffith. NSW Trainlink kör även intercitytågen vid Goulburn, med minst två avgångar varje dag mot Campbelltown eller Sydney, som en del av linjen Southern Highlands Line. Utöver tågtrafiken står NSW Trainlink även för en buss mot Moss Vale varje dag.

## Minnesmärken
Ett krigsminnesmärke listande järnvägsanställda som stridit i första världskriget anlades på perrongen och invigdes av Chief Railway Commissioner James Fraser 30 juli 1919. Namnen är inristade i marmor. Minnesmärket lagades 2015 samtidigt som underhåll utfördes på stora delar av stationen. Intill minnesmärket finns en tavla över vinnare av Goodhew Cup Southern District 1928–1947, en tävling för medlemmar av järnvägsväsendets ambulanskår. Som en del av 100-årsjubilet av järnvägens ankomst till Goulburn invigde järnvägskommissarien Neal McCusker ett röse i förgården. En minnestavla om järnvägens historia i Goulburn avtäcktes av stadens borgmästare 2005.
På stationen togs 22 november 2018 täckelset bort från en skulptur till minnet av första världskrigets 100-årsjubileum. Skulpturen ingår i projektet Great Southern Line Anzac Story, med andra skulpturer förlagda till järnvägsstationerna i Moss Vale och Picton. Projektet bekostades av federala Anzac Centenary Commissioning Fund, som beviljade anslag på 50 000 australiska dollar. För skulpturen i Goulburn anslog även kommunen och Goulburn Soldiers Club pengar. I samband med 150-årsjublieet av järnvägens invigning framtogs en minnestavla och en tidskapsel innehållande bland annat tidtabeller, foton och en drönarfilm på stationsområdet.
|                                                                                         |
| Tavlan ovanpå röset som avtäcktes för att fira 100-årsjubileet av järnvägens invigning. |

|                                                                          |
| Tavlan som avtäcktes för att fira 150 år av järnvägshistoria i Goulburn. |

|                                                                                               |
| Konstverket som ingår i projektet Great Southern Line Anzac Story med stationshuset i fonden. |

## Stinshuset

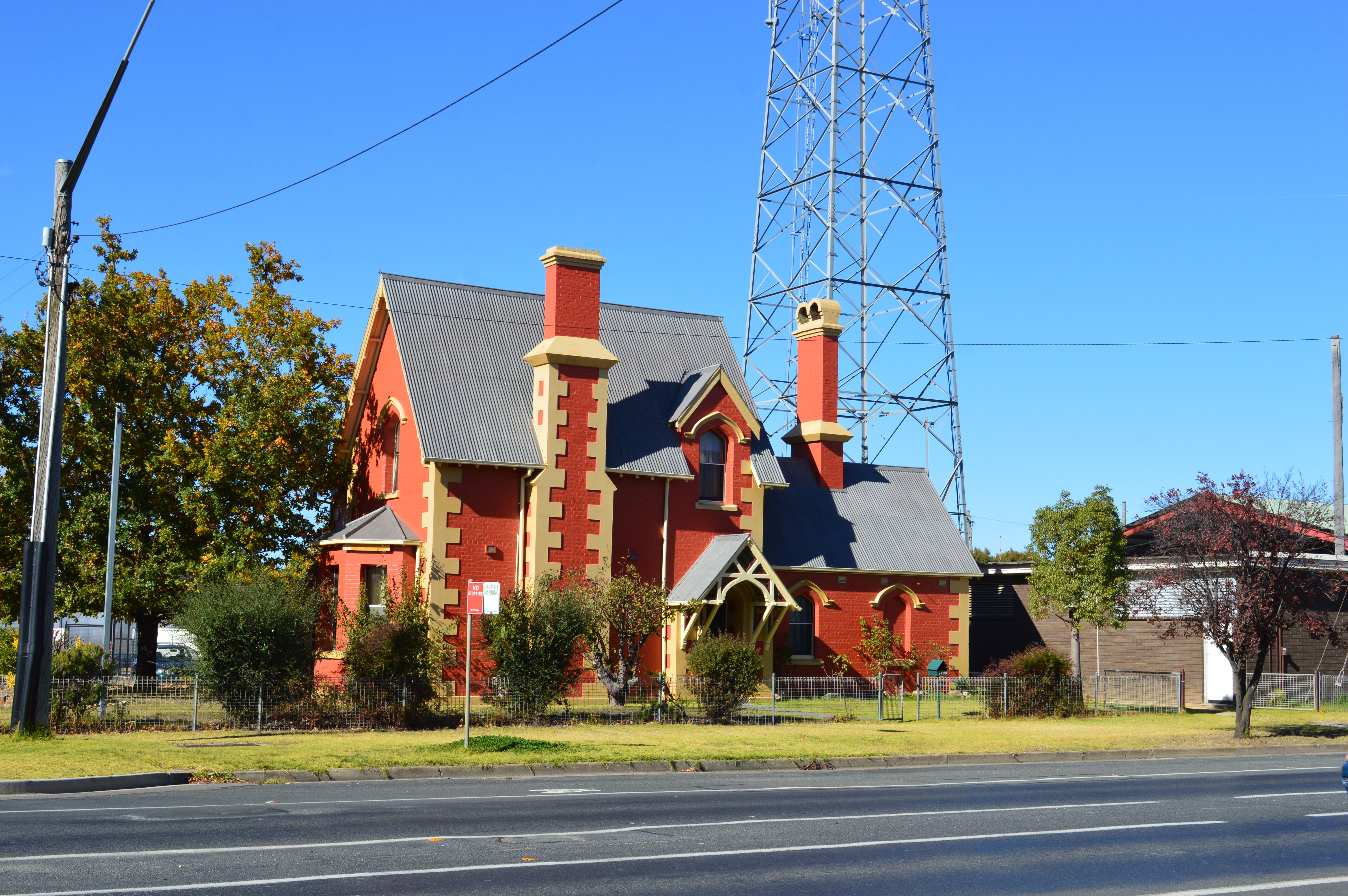
Stinshuset sett från Sloane Street 18 maj 2013.

Ett avtal för bygget av stinshuset blev underskrivet i maj 1870. Huset som är ritat i nygotik har två våningar och är ett av fyra liknande stinshus i delstaten. För bygget stod Fred Horn som var Goulburns borgmästare. Dess placering i förgården framför stationshuset är ovanlig eftersom stinsens tjänstebostad vanligen placerades skild från stationen fram till cirka 1877. Sådan placering var inte heller utbredd under resten av 1800-talet. Frun till Goulburns stins 1980 kommenterade att "byggnaden är föga förändrad sedan den ursprungligen byggdes, kanske endast genom anslutning av el och vatten." Järnvägsväsendet kom snart att renovera byggnaden genom att laga väggarna, förse den med gasvärme, bygga om köket, flytta in tvättstugan till byggnaden och även skapa ett badrum på den övre våningen. Genom åren har vissa av Goulburns stinsar bott i stinshuset medan andra har föredragit privata bostäder. Huset kom senare att disponeras av ett federalt järnvägsbolag.